# Sufficiently Breathless
Sufficiently Breathless är ett musikalbum av den progressiva rockgruppen Captain Beyond. Det var deras andra studioalbum och det lanserades 1973. Skivan skiljer sig ganska mycket i stil från deras debutalbum, där hård progressiv rock var dominerande. Flera låtar på den här skivan är istället inspirerade av latinorock i stil med Santana. Sångaren Rod Evans lämnade gruppen efter det här albumet, och gruppen fick aldrig chansen att bli mer kommersiellt framgångsrika. Det här albumet var dock populärare än deras debutalbum.

## Låtlista
1. "Sufficiently Breathless" - 5:15
2. "Bright Blue Tango" - 4:11
3. "Drifting in Space" - 3:12
4. "Evil Men" - 4:51
5. "Starglow Energy" - 5:04
6. "Distant Sun" - 4:42
7. "Voyages of Past Travellers" - 1:46
8. "Everything's a Circle" - 4:14

## Listplaceringar
- Billboard 200, USA: #90[1]